# TG16M型柴油机车
TG16M型柴油机车是柳季诺沃内燃机车制造厂为萨哈林铁路推出的一款客货运两用柴油机车。这款柴油机车旨在取代柳季诺沃在20世纪70年代为萨哈林铁路研制的TG16型柴油机车，且TG16M型机车重新设计，这些变化影响到所有的单元和组件。

## 历史
2011年6月，俄罗斯铁路公司订购了40台新型的TG16M型柴油机车，并要求在2015年前全部交付，替换老旧的TG16型机车。但柳季诺沃其后计划在2018年交付32台TG16M型机车，其中2015年计划制造14台，2016年计划制造17台。然而，截至2016年秋季，柳季诺沃仅生产了5台TG16M型机车：2014年两台，2015年一台，2016年两台。
试验表明，此款机车可靠性极低，不适合在恶劣天气下运行，且萨哈林铁路轨距亦在由1067毫米扩宽至1520毫米，因此TG16M型机车未能大批量生产。

## 备注
1. ↑  ТГ16全称为Тепловоз с Гидравлической передачей, тип 16, Модернизированный，意指现代化改造的第16型液力传动内燃机车。
2. ↑  . Прима Медиа. 2011-06-02  [2011-12-22]. （原始内容存档于2018-04-18） （俄语）.
3. ↑  . ТАСС. 2015-08-20  [2018-04-17]. （原始内容存档于2018-04-17） （俄语）.
4. ↑  . SakhalinMedia. 2014-12-05  [2018-04-17]. （原始内容存档于2018-04-18） （俄语）.
5. ↑  Письмо заместителя главного инженера дирекции тяги РЖД К. Ю. Никольского исполняющей обязанности заместителя начальника дирекции тяги Г. М. Сафронюк; исх. № 12485/ЦТ, 26 августа 2016 года.